# Caspar Tschira
(Johann) Caspar Tschira (* 10. November 1721 in Emmendingen; † 18. Dezember 1774 ebenda) war Sigrist der Stadtkirche und Leiter der städtischen Mädchenschule zu Emmendingen.

## Leben und Beruf
Nach dem Besuch der Lateinschule erlangte Tschira Aufnahme in die Bürgerschaft und wurde als Sigrist der Stadtkirche angestellt. 1748 suchte Tschira bei Markgraf Karl Friedrich um Erneuerung des Sigristei-Fruchtzinses nach, da dieser seine Einkünfte deckte. Die Stadtchronik vermerkte 1749, dass der Mädchen-Schulmeister Caspar Tschira 21 Bücher besaß. Bis zu seinem Tod wuchs sein Buchbestand auf einige hundert Bücher an. Als Tschira im Sommer 1774 starb, hinterließ er seiner Witwe und Kindern nicht nur eine wertvolle Büchersammlung, sondern auch ein kleines Vermögen.
In seinen amtlichen Funktionen als Sigrist und Schulleiter machte Tschira Ende 1773 die Bekanntschaft des badischen Hof- und Regierungsrats Johann Georg Schlosser, Jurist und Schriftsteller in Emmendingen. Am 1. November 1773 heiratete Schlosser Johann Wolfgang von Goethes Schwester Cornelia Schlosser. Ab 1. Januar 1774 amtierte Schlosser als Oberamtsverweser und Oberamtmann der Markgrafschaft Baden-Hochberg in Emmendingen. Sein Wohnhaus wurde im 19. Jhd. Sitz der Landvogtei. Heute ist die Stadtbibliothek Emmendingen im Haus untergebracht.
Schlosser, der sich intensiv für Reformen in der Landwirtschaft sowie im sozialen Bereich (Schulwesen, Kirche) einsetzte, pflegte regelmäßig Kontakt mit Tschira. Als Goethe seine Schwester und den Schwager 1774 von Straßburg aus besuchte, brachte er Jakob Michael Reinhold Lenz mit, den er bei den Schlossers „in Pflege“ gab. Lenz bezeichnete Cornelia als seine Muse. Diese machte Lenz zum Paten ihrer zweiten Tochter, der er ein Gedicht widmete. Tschiras Frau, Anna Regina, geb. Cromer, hatte sich mit Cornelia Schlosser angefreundet. Als ehemaliger Lateinschüler, Schulleiter und Bücherfreund, verbanden Tschira, neben den beruflichen Kontakten auch private mit Schlosser. Ihre Freundschaft konnte sich nicht recht entfalten, da Tschira am 18. Dezember 1774, am Ende von Schlossers erstem Dienstjahr in Emmendingen, in Folge eines Schlaganfalls, unerwartet, im Alter von 53 Jahren, aus dem Leben gerissen wurde.  Als langjähriger Kirchenmitarbeiter wurde Johann Caspar Tschira auf dem Kirchhof Emmendingen begraben. Seine Witwe lebte bis 1801.